# Ordre des Trois-Toisons d'Or
L'Ordre des Trois-Toisons d'Or est un ordre honorifique institué par Napoléon Ier à partir de Schönbrunn par lettres patentes, du 15 août 1809. Il n'a jamais été distribué, et a été dissous par Napoléon le 27 septembre 1813.

## Institution
Après avoir placé son frère Joseph sur le trône d'Espagne le 6 juin 1808 à Madrid, et vaincu l’Autriche à Wagram le 6 juillet 1809, Napoléon a l'idée de fusionner les deux ordres de la Toison d'or, l'espagnol, et l'autrichien, en y ajoutant une branche française.
La dotation de l'Ordre fut constituée à partir de certains domaines pris dans les États de Rome et des mines d'Idrija (en italien : Idria). Les titulaires devaient pouvoir percevoir une rente :
- 4 000 francs pour les Commandeurs ;
- 1 000 francs pour les Chevaliers.

On avait déjà dressé l’état des corps qui avaient participé aux grandes batailles de la Grande Armée, commandée par l’empereur en personne. Tout le travail était prêt, et les promotions allaient commencer, lorsque le mariage de Napoléon avec l’archiduchesse Marie-Louise fit renoncer à l’établissement d’un ordre qui aurait contrarié le beau-père. La signature du Traité de Schönbrunn le 14 octobre 1809, mettant un terme à la Cinquième Coalition, et plus encore son mariage avec Marie-Louise d'Autriche en 1810, amène Napoléon à vouloir ménager son beau-père François Ier, empereur d'Autriche, qui est farouchement opposé à la dissolution de l'ordre autrichien.
En France Napoléon rencontre également l'opposition des membres de la Légion d'honneur, craignant la dévalorisation de leur décoration.

L'empereur prononce la dissolution de cet ordre mort-né le 27 septembre 1813 et la réunion de ces biens à ceux de la Légion d'honneur. 

« Le comte Andréossi perdit alors son titre de grand chancelier, et moi celui de secrétaire général, qui m’avait été promis. Mais en 1814, Napoléon n’avait plus à ménager son beau-père, et le général Andréossi reprit à Constantinople le titre d’un ordre qui, sans la chute de l’Empire, aurait été organisé. »

— V-VE.

## Organisation
L'ordre est dirigé par un conseil composé :
- du Grand maître : Napoléon ;
- du Grand chancelier : Bernard-Germain de Lacépède, grand chancelier de la Légion d'honneur depuis le 14 août 1803, nommé grand chancelier à titre provisoire[5]. Celui-ci ne sera remplacé que le 14 octobre 1810 par le Général Andreossy.
- du Grand trésorier : Schimmelpenninck ;
- y participe aussi Berthier, major général de l'armée[6].

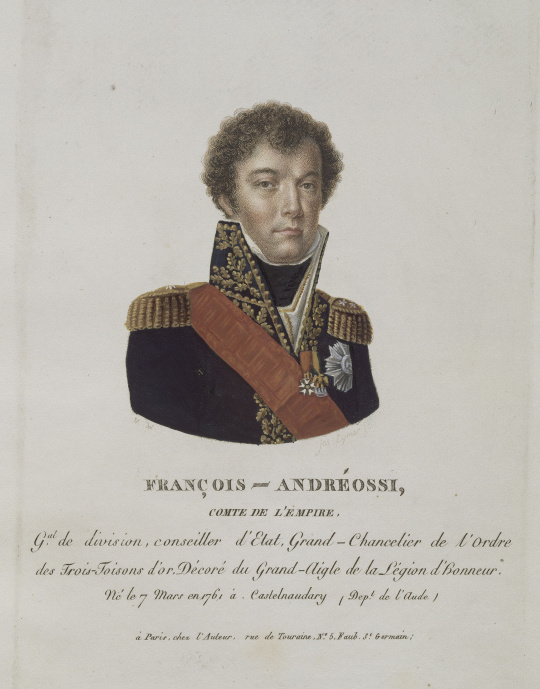
François-Andréossi, comte de l'Empire, né le 7 mars 1761 à Castelnaudary, estampe de Joseph Eymar, musée national des châteaux de Malmaison et de Bois-Préau, Rueil-Malmaison.
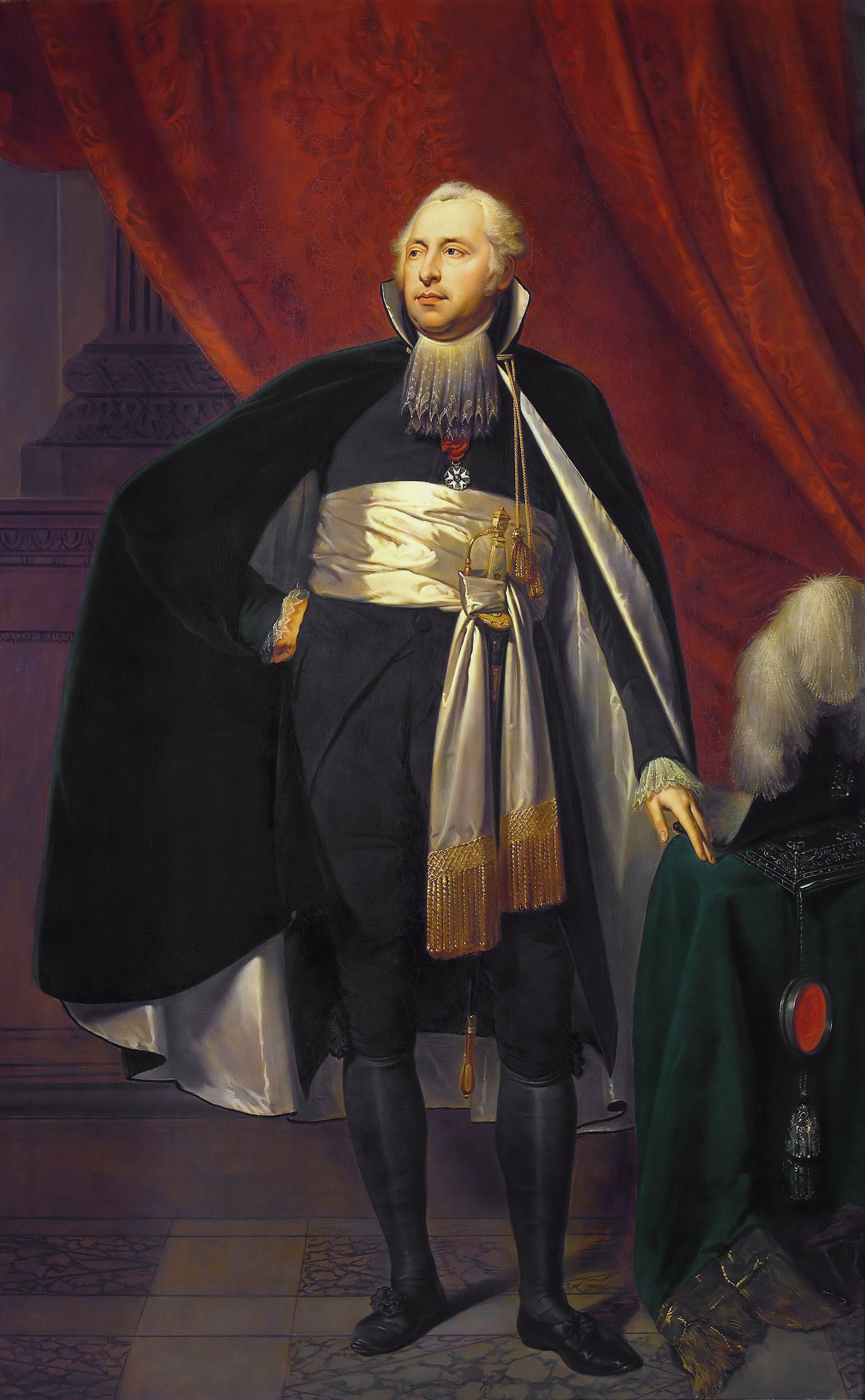
Rutger Jan Schimmelpenninck (1761-1825), par Charles Howard Hodges

## Rangs et Compositions
Il devait être composé au maximum de :
- 100 Grands Chevaliers ;
- 400 Commandeurs ;
- 1000 Chevaliers.

### Bénéficiaires
L’Ordre impérial des Trois Toisons d’Or devait récompenser :
- Les soldats les plus méritants ;
- Les aigles surmontant les drapeaux et étendards des régiments ayant participé aux huit plus grandes batailles d'Ulm à Wagram[réf. à confirmer][7] ;
- Les « Princes du sang » ;
- Les grands dignitaires de l'Empire ;
- Les présidents du Sénat ;
- Les ministres ;
- Les ministres d'État.

Selon le général Oudinot, cet ordre avait surtout pour but de récompenser l'ancienneté des services militaires, auxquels aurait cependant manqué l'occasion de se distinguer par des actions d'éclat.

### Éligibilité
Exception faite des princes, des grands dignitaires de l’Empire, du président du Sénat, des ministres et des ministres d’État, l’Ordre ne devait être attribué qu’en période de guerre aux soldats les plus méritants.
- Le Prince impérial seul a de droit la décoration en naissant : les « Princes du sang » ne peuvent la recevoir qu'après avoir fait une campagne de guerre, ou avoir servi pendant deux ans.
- Les grands dignitaires et les ministres peuvent être admis dans l'Ordre des Trois-Toisons d'Or lorsqu'ils ont conservé leur portefeuille pendant dix ans ;
- Les ministres d'État peuvent être admis dans l'Ordre après vingt ans d'exercice
- Les présidents du Sénat, lorsqu'ils ont présidé le Sénat pendant trois années.
- Les descendants directs des maréchaux qui ont commandé les corps de la Grande Armée, pourront être admis dans cet Ordre lorsqu'ils se seront distingués dans la carrière qu'ils auront embrassée.
- Aucune autre personne que celles ci-dessus désignées, ne peut y être admise, si elle n'a fait la guerre et reçu trois blessures.

Pour être Grand Chevalier, il faut avoir commandé en chef, soit dans une bataille rangée, soit dans un siège, soit un corps d'armée, dans une armée impériale dite « la Grande Armée ».
- Une décoration de Commandeur sera donnée à celui des capitaines, lieutenants ou sous-lieutenants de chaque régiment ayant fait partie de la Grande Armée, qui sera désigné comme le plus brave dans le régiment.
- Une décoration de Chevalier sera donnée au sous-officier ou soldat de chacun de ces régiments, ayant reçu au combat trois blessures au moins et qui sera également désigné comme le plus brave du régiment. « Nous nous réservons toutefois d'admettre dans l'ordre des trois toisons d'or, les militaires qui n'ayant pas reçu trois blessures, se seroient distingués soit en détendant leur aigle, soit en arrivant des premiers à la brèche, soit en passant des premiers sur un pont, ou qui auroit fait toute autre action d'éclat constatée.[9] »

La nomination des Commandeurs ou Chevaliers des régiments sera faite par l'Empereur, sur la présentation qui sera adressée, cachetée, au grand chancelier de l'Ordre par le colonel, et concurremment par chacun des chefs de bataillon pour les régiments d'infanterie. L'Empereur prononcera sur ces présentations à la réunion des grands chevaliers de l'Ordre, qui aura lieu chaque année le 15 août, jour où toutes les promotions seront publiées.

Une lettre du général Compans, datée du 29 septembre 1809, en explique le principe : 

« Le général réunira les colonels et les chefs de bataillon et leur fera faire séparément la présentation d’un capitaine, d’un lieutenant, d’un sous-lieutenant pour Commandeur et d’un sous-officier ou soldat pour Chevalier. Ces présentations seront faites secrètement et cachetées par les colonels et les chefs de bataillon et adressées directement au Grand chancelier. Le général de son côté effectuera une semblable proposition sans communiquer, sur le choix, avec les colonels et les chefs de bataillon et l’enverra cacheté au Grand chancelier. »

Il est à noter que les commandeurs et les chevaliers ne pouvaient plus quitter leur régiment, « et devaient mourir sous les drapeaux ».

### Des chevaliers potentiels
- Au mois de juin 1811, le général de brigade François Goullus sollicita son admission dans l'ordre des Trois-Toisons-d'Or, et sa demande, favorablement accueillie, fut renvoyée au grand chancelier.
- Le chef d'escadron Jean-François Jacqueminot fut proposé et prêta serment.

## L'insigne
Le baron Lejeune avait réalisé un dessin de l’insigne selon les desiderata de Napoléon, qui stipulait : 

« Sera mon aigle aux ailes déployées, tenant suspendue dans chacune de ses serres une des toisons antiques qu’elle a enlevées et elle montrera fièrement en l’air, dans son bec, la toison que j’institue. »

Si plusieurs médaillistes et joailliers réalisèrent des modèles ; c’est celui du fabricant Coudray qui fut choisi par le Conseil d’administration de l’Ordre et présenté à l’Empereur. Rappelant dans ses grandes lignes le pendentif de l'ordre de la Toison d'or, l'insigne définitif, double face, en or, représentait trois dépouilles de bélier suspendues à un motif central comportant une pierre bleue de laquelle partaient de chaque côté des étincelles orangées. Ce motif était surmonté par un aigle couronné et aux ailes déployées.
La décoration devait se porter en sautoir par les Grands Chevaliers, et à la boutonnière par les Commandeurs et les Chevaliers.

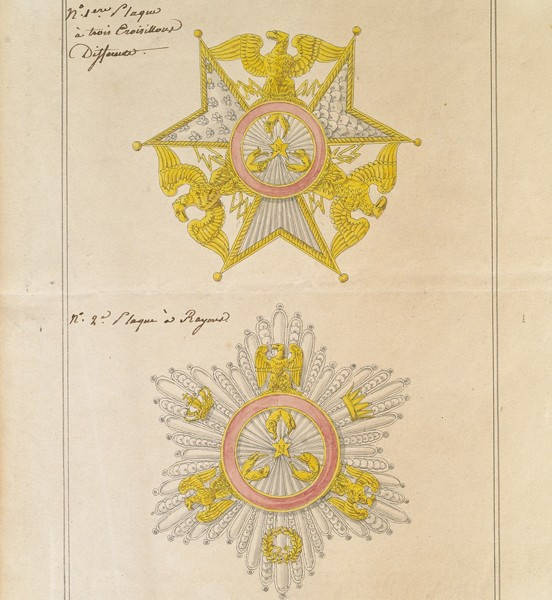
Projets de plaque de Grand Chevalier de l'Ordre des Trois-Toisons d’or, Musée de la Légion d'honneur
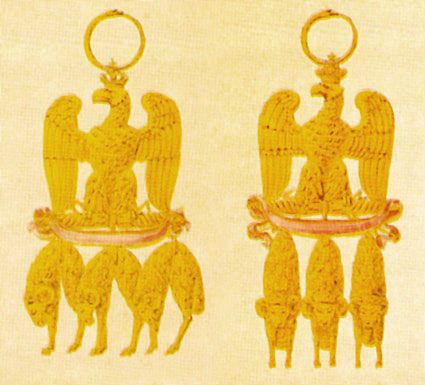
Projets de pendentifs de l’ordre des Trois-Toisons d’or

### Ruban
L'insigne était suspendu à un ruban rouge avec de chaque côté deux raies dorées à 2 mm du bord.

### Uniforme
Un uniforme, avec cuirasse d’or et casque, devait être porté par les membres de l’Ordre des Trois Toisons d’Or.